# Jastrząbka (dopływ Dunajca)
Jastrząbka (Jastrzębik) – potok, lewobrzeżny dopływ Dunajca o długości 18,9 km.
Potok płynie w Beskidzie Wyspowym. Jego źródła znajdują się na północnych stokach Modyni i pod Przełęczą Ostra-Cichoń. Spływa w południowo-wschodnim kierunku głęboką i wąską doliną pomiędzy dwoma pasmami górskimi. Od południa jest to długi południowo-wschodni grzbiet Modyni ze szczytami: Jasieńczyk, Klończyk i Spleźnia, od północnej pasmo ciągnące się od Ostrej przez Jeżową Wodę po Skiełek, przebiegające również w południowo-wschodnim kierunku. Jastrząbka zasilana jest gęstą siecią potoków spływających z tych dwóch pasm górskich. Największy jest potok wypływający z miejscowości Czarny Potok (z drugiej strony pasma Modyni).
Przepływa przez miejscowości Młyńczyska, Jastrzębie, Jadamwola, Olszana i Olszanka, w której uchodzi do Dunajca na wysokości 313 m n.p.m. Wzdłuż koryta Jastrząbki prowadzi droga z Zalesia (poniżej przełęczy Ostra-Cichoń) do Olszanki.

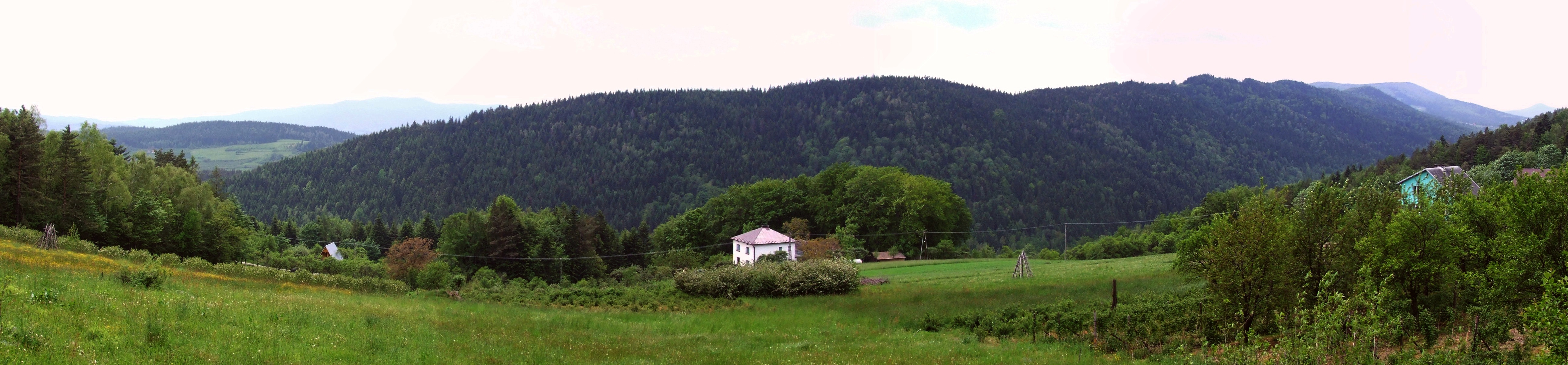
Dolina potoku Jastrząbka i pasmo Modyni. Widok ze Skiełka